# Viktor Juríček
Viktor Juríček (Bojnice, 21 luglio 1993) è un cestista slovacco.

## Palmarès
- Alpe Adria Cup: 1

Patrioti Levice: 2021-2022